# چونگورویی
چونگورویی (به لاتین: Chongorói) یک منطقهٔ مسکونی در آنگولا است که در استان بنگوئلا واقع شده‌است. چونگورویی ۸۷٬۲۷۸ نفر جمعیت دارد.